# Bast (Marvel Comics)
Bast é uma personagem fictícia que aparece nas histórias em quadrinhos americanas publicadas pela Marvel Comics. A personagem apareceu pela primeira vez como um ídolo em Fantastic Four #52 (julho de 1966), criada por Stan Lee e Jack Kirby, e é baseada na deusa egípcia felina Bastete. Bast é membro dos panteões heliopolitano e wakandano e patrona do super-herói Pantera Negra.
Bast aparece nos filmes do Universo Cinematográfico Marvel: Pantera Negra (2018) e Thor: Amor e Trovão (2022), nesse último intepretada por Akosia Sabet.

## Histórico da publicação
Bast ou Bastete é uma antiga deusa egípcia representada como uma gata negra. Bast apareceu pela primeira vez nos quadrinhos da Marvel ao lado do Pantera Negra em Fantastic Four #52 como um ídolo, ela é referia como é referida como uma divindade masculina, a Sagrada Pantera Negra.
Em Avengers # 87 (abril de 1971), escrito por Roy Thomas e ilustrado por Sal Buscema, é referida como  o Deus-Pantera. Em Black Panther vol. 1 #7 (janeiro de 1978), escrito e ilustrado por Jack Kirby, o primeiro Pantera Negra, Olumo Bashenga, é apontado como ter instituído o culto Pantera. Em  Black Panther vol. 1 #9 (maio de 1978), escrito e ilustrado por Jack Kirby e na minissérie em quatro edições Black Panther (1988), escrita por Peter B. Gillis e ilustrada por Denys Cowan, é referida como o "Espírito do Pantera". Em Black Panther vol. 3 #21 (agosto de 2000) escrita por Christopher Priest e ilustrada por Sal Velutto, o Deus-Pantera de Wakanda, foi retconizado como Bast. Em Black Panther  vol. 6 #13 (junho de 2017) escrito por Ta-Nehisi Coates e ilustrado por Wilfredo Torres é revelado que Bast faz parte do panteão Wakandano, chamado de Orixás, também composto por deuses de vários lugares na África: Thoth e Ptah, como Bast são do Egito, Mujaji da África do Sul e Kokou é uma divindade de guerra de Benin. Orixá é uma palavra iorubá que significa espírito ou divindade, revelado anteriormente que o iorubá era uma das línguas oficiais de Wakanda. A princípio, os autores retrataram Bast como uma divindade masculina, mas hoje eles o retratam como seu análogo na mitologia egípcia.

## Histórico ficcional
Bast, a Deusa Pantera, é uma das mais velhas deusas do Enéade e a principal divindade de Wakanda. Filha do poderoso deus egípcio do sol Atum / Ra, Bast herdou o calor vivificante de seu pai, enquanto sua irmã, a deusa leoa Sacmis ou Sekhmet, herdou sua fúria ardente e destrutiva. Bast já  era adorada na Terra em 10.000 aC, concedendo poder a seus adoradores "os Filhos de Bast" e seus descendentes na cidade montanhosa de Bastet, o Alto Reino.
Depois que os faraós mortais do Egito chegaram ao poder, Bast começou a obter adoradores na área que um dia se tornaria Wakanda como o "Deus Pantera". Sua irmã Sekhmet chegou mais tarde e passou a ser adorada em Wakanda como o "Deus Leão".
Antes do surgimento da nação Wakandana, seres místicos conhecidos como Precursores foram expulsos da região pelos humanos e pelos Orixás, o panteão de Wakanda composto por Thoth, Ptah, Mujaji, Kokou e Bast. Sua outra irmã, K'Liluna, considerada uma traidora, foi banida do panteão. Bast também lutou contra outro deus, Magba.
No passado distante, um enorme meteorito feito do elemento vibranium caiu em Wakanda. O meteorito foi nomeado Mena Ngai. Depois que o meteoro vibranium caiu, vários wakandanos foram dolorosamente transformados em "espíritos demoníacos" e começaram a atacar seus companheiros wakandanos. Segundo as lendas, durante o tumulto, o ancestral de T'Challa, Olumo Bashenga, composto por vários clãs em guerra, reuniu todos os mencionados sob seu guia para derrotar os habitantes transformados pelo impacto em ferozes "espíritos demoníacos", uma empresa que unificou a nação ao fundando Wakanda e tornando-se seu primeiro governante e o primeiro a obter o título de "Pantera Negra", pois conta sobre sua "conexão espiritual" com a Deusa Pantera Bast que levou à fundação do culto Pantera.

## Outras mídias

### Filmes

#### Universo Cinematográfico Marvel
As deusas Bast e Sekhmet foram mencionados por T'Challa / Pantera Negra no filme do Universo Cinematográfico Marvel de 2016, Capitão América: Guerra Civil, com T'Challa explicando: "Na minha cultura, a morte não é o fim, ela é como um ponto de partida. Se você esticar os braços Bast e Sekhmet levarão você até os campos verdes, onde poderá correr para sempre." Bast é novamente mencionado no prólogo do filme Pantera Negra de 2018 como tendo ajudado Bashenga, o primeiro Pantera Negra a se tornar rei de Wakanda. No filme Thor: Amor e Trovão (2022), Bast faz parte do Conselho das Divindades e foi interpretada como uma mulher negra, interpretada pela atriz Akosia Sabet.